# Latirolagena smaragdula
Latirolagena smaragdula is een slakkensoort uit de familie Fasciolariidae. De wetenschappelijke naam van de soort is gepubliceerd in 1758 door Linnaeus in de tiende editie van Systema naturae. 